# Cerro de los Burros

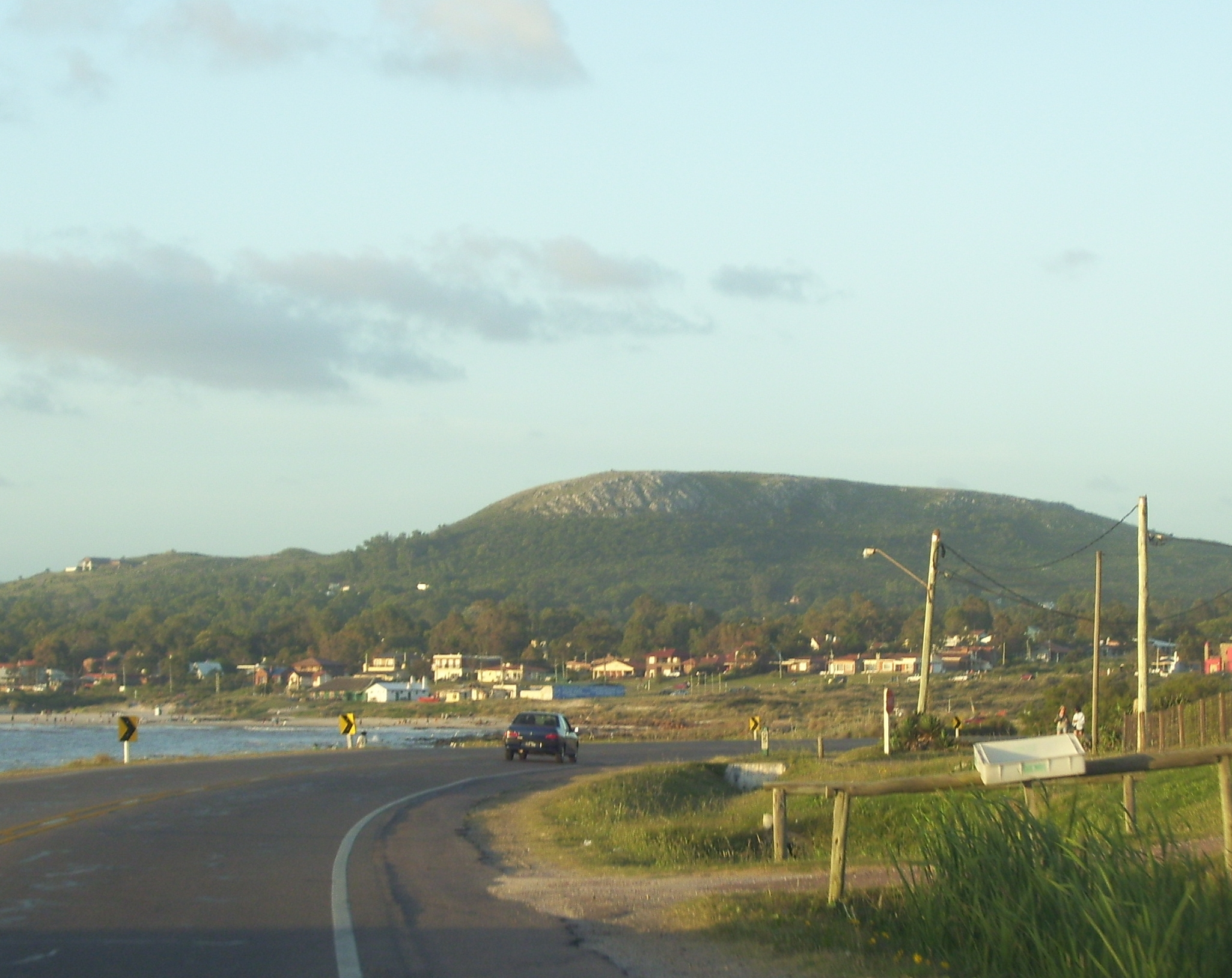
Cerro de los Burros, fotografiert von der Playa Grande, Piriápolis, Uruguay (2012)

Der Cerro de los Burros, auch bekannt als Cerro de la Virgen, ist ein Berg in Uruguay.
Der 171 m hohe Berg befindet sich auf dem Gebiet des Departamento Maldonado bei Playa Verde. Dort finden sich rund 13.000 Jahre alte archäologische Lagerstätten. Anfang Mai 2014 wurde der Cerro de los Burros zum Monumento Histórico Nacional erklärt. Am Cerro de los Burros existiert zudem aufgrund seiner Lage eine große Artenvielfalt.